# Karel Hruška
Karel Hruška (14. června 1891 Plzeň – 17. října 1966) byl zpěvák vážné i populární hudby, od roku 1911 tenor městského divadla v Plzni a od roku 1919 též Národního divadla v Praze.

## Život

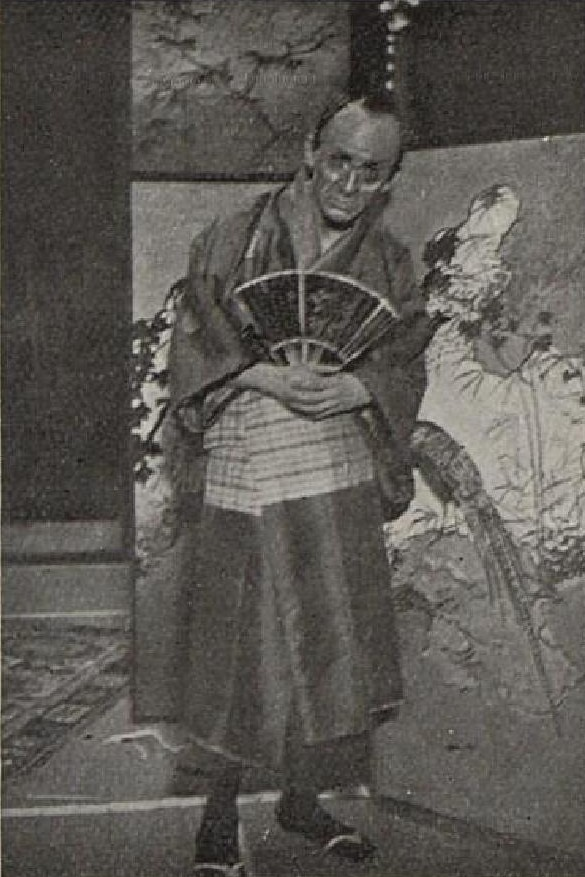
Karel Hruška v roli „Gora,dohazovače“ v Pucciniho opeře Madam Butterfly (1922 ND Praha)

Byl vyučeným obchodním příručím, avšak zajímala jej především hudba a divadlo. Studoval zpěv u tenoristy Národního divadla Richarda Figara, v Plzni u J. Branžovského a později, již jako člen ND se zdokonaloval ve zpěvu u Emila Buriana.
Ještě během svého působení v divadle v Plzni se obrátil v září 1917 na Karla Kovařovice se žádostí, zda by mohl vystoupit v Národním divadle. Poprvé zde tak zpíval v roli Vaška ve Smetanově Prodané nevěstě v srpnu roku 1918 a již v roce 1919 se stal členem souboru ND a působil zde až do roku 1955, přičemž následující dva roky ještě hostoval.
Jeho životní rolí byla postava Komedianta z Prodané nevěsty, kterou mezi lety 1920 až 1950 zpíval více než 1000×.
Za svého uměleckého působení hostoval často i v dalších pražských a mimopražských operních a operetních divadlech, např. ve smíchovské Aréně (1921), ve Státním divadle v Brně (1924), ve Východočeském divadle (1928), na Kladně (1929), v Plzni (1929, 1946) a ve Vinohradské zpěvohře (1929). Často hrál také ve zpívaných baletech a baletních pantomimách.
V letech 1928–1943 natočil celou řadu gramodesek s žertovnými parodiemi dobových hitů, několik písňových reklam, a spolupracoval též s Vlastou Burianem a členy bývalého kabaretu Červená sedma. Měl též vlastní pořady v tehdejším Radiojournalu.
Za tuto činnost byl kritizován tehdejším konzervativním vedením pražského Národního divadla, poněvadž takové multižánrové přesahy nebyly v tehdejší době zvykem. Z tohoto důvodu bylo na gramofonových deskách jeho jméno nahrazeno anonymním označením „zpívá Ultraphon duo“. Na rozdíl od dnešní doby, kdy by podobná aktivita zpěváka vážné hudby v oboru populární hudby nebyla hodnocena negativně, Karel Hruška v tomto směru předběhl svoji dobu.

## Ocenění
- 1953 – titul zasloužilý umělec